# フランツ・イェーガーシュテッター
フランツ・イェーガーシュテッター（ドイツ語: Franz Jägerstätter、1907年5月20日 - 1943年8月9日）は、オーストリア出身で第二次世界大戦中に良心的兵役拒否を行った人物である。カトリック教会の殉教者であり、福者である。
出生名はフランツ・フーバー（独: Franz Huber）であった。イェーガーシュテッターは良心的兵役拒否が元で死刑に処されたが、死後殉教者としてカトリック教会から列福された。1994年にはマサチューセッツ州シャーボーンの平和主義者記念館 (The Pacifist Memorial) に、良心的兵役拒否に関する彼の言葉を載せた青銅製の銘板が掲げられた。イェーガーシュテッターの生涯は、テレンス・マリックが監督した2019年の映画『名もなき生涯』で取り上げられた。

## 前半生

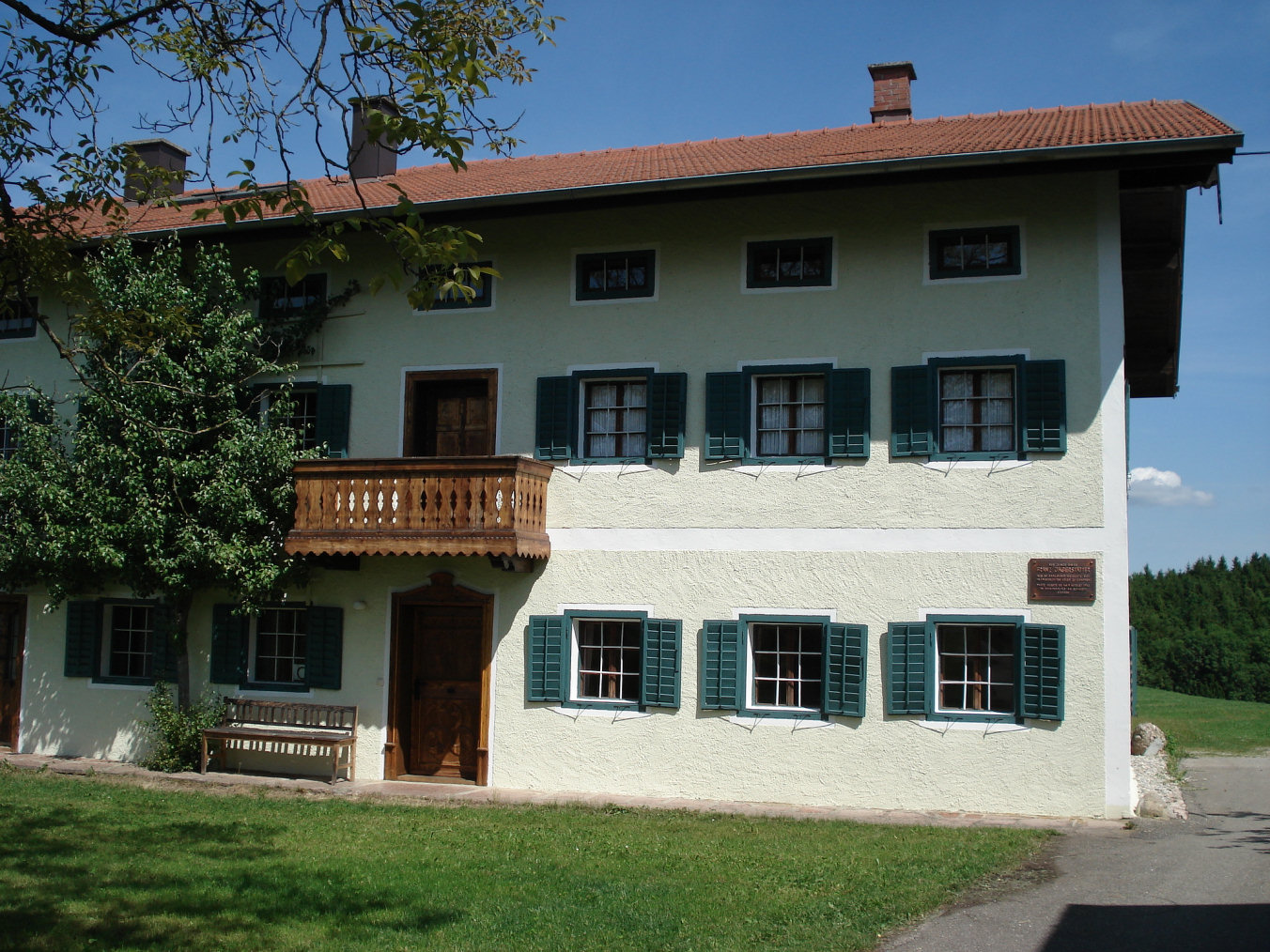
ザンクト・ラデグントにあるイェーガーシュテッターの農場

イェーガーシュテッターは、1907年5月20日に、オーバーエスターライヒ州ザンクト・ラデグントという、ザルツブルクとブラウナウ・アム・インの間にある小さな村で生まれた。ホテルの部屋係をしていた母ロザーリア・フーバー (Rosalia Huber) と、農家の父フランツ・バッハマイアー (Bachmeier) の間に生まれた非嫡出子であった。両親は結婚できるほどの余裕がなく、最初に彼の面倒を見たのは祖母に当たるエリーザベト・フーバー (Elisabeth Huber) だった。実の父は第一次世界大戦で亡くなり、母が1917年にハインリッヒ・イェーガーシュテッター (Heinrich Jägerstätter) と再婚した際に、夫妻の養子に迎え入れられた。彼はハインリッヒの母の影響で読書に親しむようになった。
若い頃のイェーガーシュテッターには粗野な人間だという評判もあったようだが、概して彼の生活はオーストリアの一般的な小作農のそれであった。彼は農家として働きつつ、1927年から1930年まではアイゼンエルツで鉄鉱石の採掘人として働き、その後ザンクト・ラデグントへ戻って1933年に養父の農場を引き継いだ。1933年には私生児のヒルデガルト・アオアー (Hildegard Auer) を引き取った。1936年の聖木曜日にはフランツィスカ・シュヴァニンガー（Franziska Schwaninger、1913年3月4日 - 2013年3月16日）と結婚したが、彼女は信心深い女性であった。結婚式後、夫妻はローマへ巡礼の旅に出かけた。妻に感化されて聖書をよく読むようになったイェーガーシュテッターは人が変わったようになり、妻との間に3人の娘を儲けた。
1938年3月にナチス・ドイツがオーストリアに侵攻した際、イェーガーシュテッターは彼をザンクト・ラデグントの村長にという申し出を断った。同年4月10日に行われたアンシュルスに対する村民投票では、彼は村で唯一反対票を投じたが、それでも地元自治体は彼の反対票をなきものとして全員一致の投票結果だったと発表した。1940年6月17日に初めての徴兵を受けた後、33歳のイェーガーシュテッターは10月に再びドイツ国防軍へ徴兵され、エンス駐屯軍で訓練を完了した。彼はヒトラー宣誓を拒んだが、1941年4月には農民としての兵役免除を受けて村へ戻っている。政治団体にも属していなかったし、短期間兵役訓練を受けたこともあったにもかかわらず、彼は反ナチ思想を公にすることを厭わなかった。1940年12月8日にはフランシスコ第三会に入り、1941年の夏まで地元教区の教会で聖具室係として働き、その間4度にわたって徴兵を延期した。軍隊での経験、教会への弾圧、ナチスによる「T4作戦」（安楽死作戦）の報告を目の当たりにしたイェーガーシュテッターは、戦争の大義について真剣に考えはじめる。彼は司教の意見を聞くためリンツに足を伸ばすことさえしたが、この問題を直視することを恐れる司教の態度に失望した。

## 逮捕と刑死

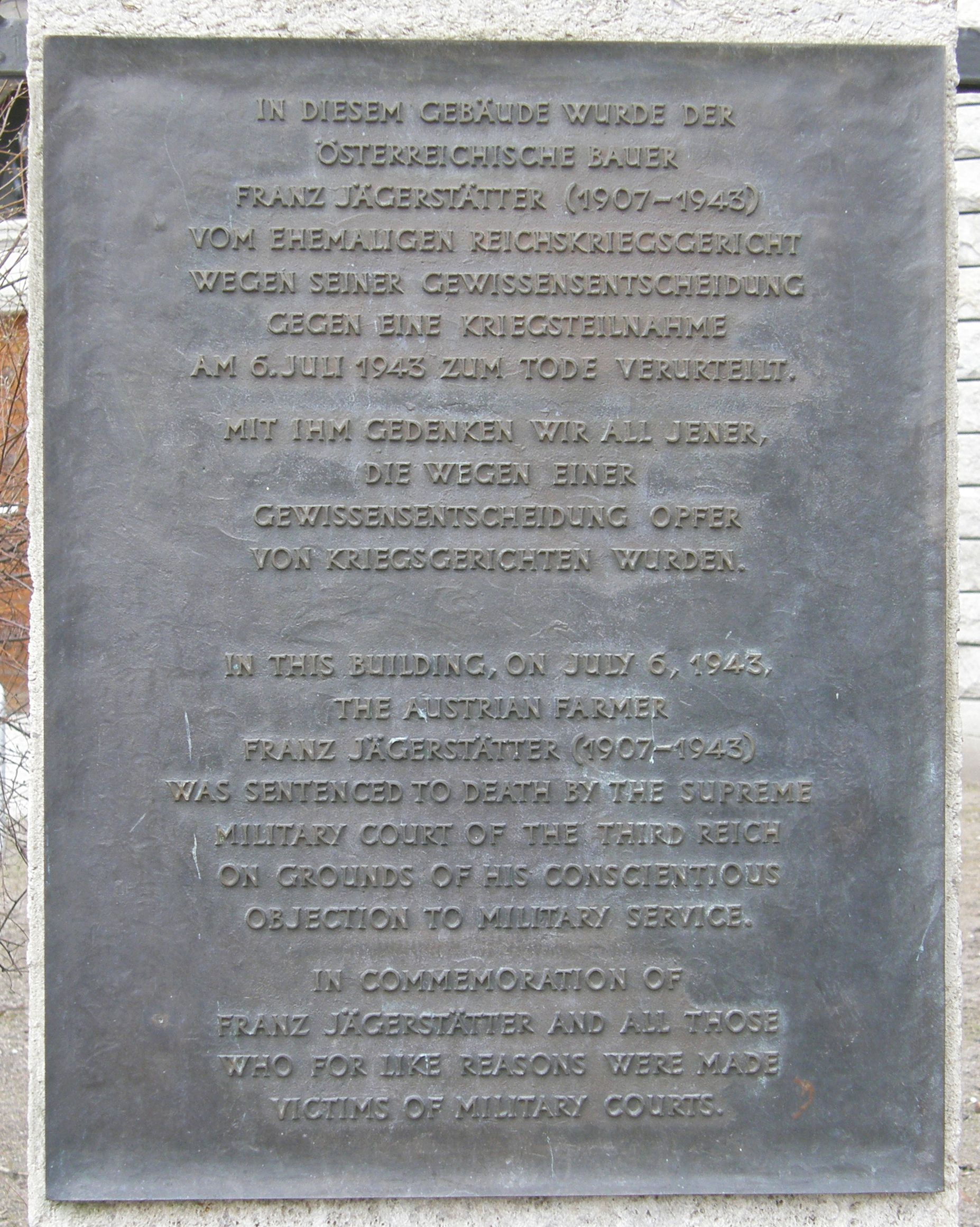
ベルリンの帝国軍事法廷跡地に立てられた記念碑

数度の延期の後、イェーガーシュテッターは1943年2月23日に遂に兵役へ就くことになった。夫妻の間の娘たちは、長女ですらまだ6歳になろうかというところだった。彼は反ナチス・ドイツという立場を変えることなく、3月1日にエンスのドイツ国防軍駐屯地に出向き、良心的兵役拒否を宣言した。衛生兵として働きたいというイェーガーシュテッターの申し出は無視された。彼は即座に逮捕・拘置され、最初はリンツ再拘留所で、また5月4日からはベルリン・テーゲルで収監された。村からの司祭が監獄の彼を訪ね、応召について説得しようとしたが失敗に終わった。イェーガーシュテッターはオーストリアの司祭フランツ・ライニシュがヒトラー宣誓を拒んで処刑されたと聞き、自分も同じ道を進もうと決めた。
「ヴェーアクラフトツェアゼッツング」（士気低下の罪の意味）に問われたイェーガーシュテッターは、ベルリン＝シャルロッテンブルクにあったライヒ軍事裁判所で1943年7月6日に死刑判決を受ける。その後ブランデンブルク＝ゲルデン刑務所に強制送還され、8月9日の午後にギロチンで処刑された。36歳だった。戦後の1946年、修道女たちが彼の遺灰を持ち帰り、故郷ザンクト・ラデグントの墓地に埋葬された。

## レガシーと列福
イェーガーシュテッターの行動は地元で批判され、とりわけ従軍した人々からは、夫や父としての義務を果たさなかったとして痛烈に批判された。ザンクト・ラデグントの地元自治体は、当初地元の戦争祈念施設に彼の名前を刻むことも拒否していたし、未亡人となったフランツィスカへの年金も1950年まで許可しなかった。
彼の辿った運命は、1964年にアメリカの社会学者ゴードン・ザーンが伝記『イン・ソリタリー・ウィットネス』（原題）を発表するまでよく知られていなかった。高名な厳律シトー会の修道士で平和活動家のトマス・マートンは、1968年に書いた "Faith and Violence" でイェーガーシュテッターに関して1章を割いている。1971年にオーストリアでのテレビ放送用に作られた映画 "Verweigerung"（意味は「拒否」、当初の題名は "Der Fall Jägerstätter"）では彼の人生が扱われ、アクセル・コーティが監督、クルト・ヴァインツィアールが主演を務めた。1989年には、彼の言葉を元に "You Call Me" という曲が作られた。1995年には毎年開かれるブラウナウ現代史の日でイェーガーシュテッターの話が取り上げられた。1997年5月7日には、ベルリン地方裁判所によって死刑判決が取り消された。2006年にはザンクト・ラデグントに彼を記念するストルパーシュタイン（つまずきの石）が設置された。

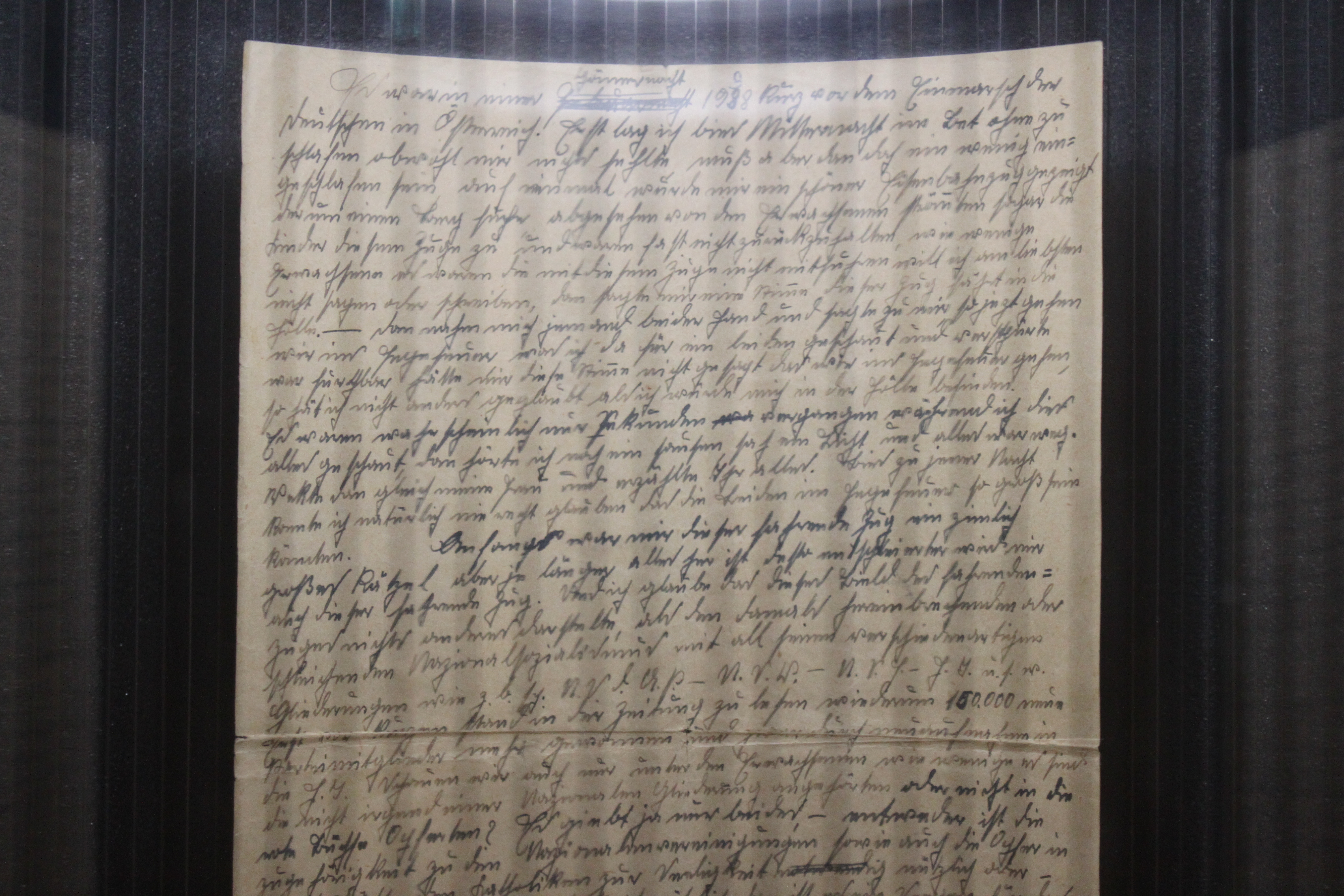
リンツ大聖堂に納められた自筆の手紙

2007年6月、ローマ教皇ベネディクト16世はイェーガーシュテッターを殉教者と認定する使徒的勧告を発表した。2007年10月26日、リンツの新大聖堂でホセ・サライバ・マルティンス枢機卿が式を執り行い、イェーガーシュテッターは列福された。彼の記念日は洗礼を受けた5月21日に決まった。列福に伴い、彼の書いた手紙1通と、聖遺骨として納められた遺灰の一部が、リンツ新大聖堂に保管されることになった。2009年にはドキュメンタリー映画 "Franz Jaegerstaetter: A Man of Conscience" が公開された。
2019年、テレンス・マリック監督による映画『名もなき生涯』"A Hidden Life" が公開され、イェーガーシュテッターをアウグスト・ディールが演じた。作品の初公開は2019年5月の第72回カンヌ国際映画祭で、同映画祭でエキュメニカル審査員賞とフランソワ・シャレ賞を受賞した。この作品はエルナ・プッツが編纂した本 "Franz Jägerstätter: Letters and Writings from Prison" を原案としており、マリックが製作のための翻案権を取得している。